# K-PAX (film)
K-PAX este un film științifico-fantastic germano-american din 2001 în regia lui Iain Softley⁠(d) și bazat pe romanul lui Gene Brewer⁠(d) din 1995 publicat sub același nume⁠(d). Filmul îi are în distribuție pe Kevin Spacey, Jeff Bridges, Mary McCormack⁠(d) și Alfre Woodard⁠(d). Filmul prezintă povestea unui un pacient psihiatric care pretinde că este un extraterestru de pe planeta K-PAX. În timpul tratamentului, pacientul prezintă un weltanschauung care îi inspiră atât pe pacienții institutului, cât și pe psihiatrul său.

## Intriga
După ce susține că este un extraterestru de pe planeta „K-PAX” aflată la 1.000 de ani-lumină în constelația Lira, prot (scris cu litere mici și pronunțat cu un O lung, care rimează cu boat) este internat la Institutul de Psihiatrie din Manhattan. Acolo, psihiatrul Dr. Mark Powell încearcă să-l vindece de aparentele sale iluzii. Cu toate acestea, prot oferă răspunsuri convingătoare la întrebările despre el, K-PAX și civilizațiile sale. Examinarea medicală îi consolidează povestea, în special după ce demonstrează că poate vedea lumina ultravioletă și este complet rezistent la efectele clorpromazinei. Powell îl prezintă unui grup de astrofizicieni care rămân uimiți când prot le prezintă detalii despre presupusul său sistemul stelar necunoscut celor de pe pământ.
Prot îi convinge și pe ceilalți pacienți de la Institut, fiecare fiind absolut convins  că el provine de pe K-PAX. Acesta pretinde că a ajuns pe Terra prin intermediul „călătoriei cu viteza luminii” și precizează că la întoarcere poate lua o singură persoană. Prin urmare, majoritate pacienților internați îl roagă să-i ia cu el.
La auzul veștii că o mare parte dintre pacienții săi se așteaptă să părăsească Terra pe 27 iulie, Powell îl confruntă cu prot, iar acesta îi explică că este o dată prestabilită. Psihiatrul suspectează însă că la data respectivă  un eveniment traumatic sever ar fi avut loc în viața lui prot. Powell decide să apeleze la terapie prin regresie⁠(d). Folosind informațiile obținute în urma acestor sesiuni, Powell suspectează că prot poate fi un alter ego al lui Robert Porter, un bărbat din New Mexico care a încercat să se sinucidă în 1996 după ce soția și copilul său au fost uciși. Powell îi prezintă lui prot informațiile obținute, dar acesta este amuzat de afirmațiile sale și îi spune că speră ca Robert să fie pe mâini bune.
Pe 27 iulie, camera video din camera lui Prot este bruiată⁠(d) exact la ora la care prot a declarat că va părăsi Terra. Powell îl găsește pe Porter întins pe podea în stare catatonică după ce prot ar fi părăsit corpul acestuia și s-ar fi întors pe K-PAX. Ceilalți pacienți nu-l recunosc pe Robert în timp ce este scos din cameră într-un scaun cu rotile. Mai mult, unul dinte pacienți lipsește: Bess, o femeie care a încetat să mai vorbească după ce locuința sa a fost distrusă într-un incendiu și unul dintre pacienții care i-au cerut lui prot să-l ducă pe K-PAX. Aceasta nu a mai fost găsită. Powell continuă să aibă grija de catatonicul Porter și îi povestește despre cum pacienții pe care i-a ajutat au ajuns să ducă o viață normală, dar Robert nu îi răspunde. Dacă prot era cu adevărat o entitate extraterestră sau doar o strategie de adaptare⁠(d) a unui Porter traumatizat este întrebarea la care psihiatrul Powell nu are răspunsuri, dar nu pare complet convins că comportamentul lui Porter a fost o simplă iluzie.
În scena finală are loc un voice-over⁠(d) unde prot îi explică lui Powell că ființele de pe K-Pax au descoperit că evenimentele din universul nostru se repetă ad infinitum⁠(d) și, prin urmare, toate greșelile noastre se vor repeta la nesfârșit. Acesta îl încurajează pe Powell să profite de timp deoarece reprezintă unica șansă pe care o avem. Inspirat de aceste vorbe, Powell începe o nouă viață după ce se împacă cu fiul său înstrăinat.

## Distribuție
- Kevin Spacey în rolul Prot / Robert Porter
- Jeff Bridges în rolul Dr. Mark Powell
- Mary McCormack⁠(d) în rolul Rachel Powell
- Alfre Woodard⁠(d) în rolul Dr. Claudia Villars
- David Patrick Kelly⁠(d) în rolul lui Howie
- Saul Williams⁠(d) în rolul lui Ernie
- Peter Gerety⁠(d) în rolul lui Sal
- Celia Weston⁠(d) în rolul Doris Archer
- Ajay Naidu⁠(d) în rolul Dr. Chakraborty
- Tracy Vilar⁠(d) în rolul Mariei
- Melanee Murray în rolul lui Bess
- John Toles-Bey în rolul lui Russell
- Kimberly Scott⁠(d) în rolul Joyce Trexler
- Conchata Ferrell în rolul Betty McAllister
- Vincent Laresca⁠(d) în rolul lui Navarro
- Brian Howe⁠(d) în rolul Dr. Steven Becker
- William Lucking în calitate de șerif
- Norman Alden în rolul Babbling Man
- Aaron Paul în rolul lui Michael Powell